# Кушнир, Алекс
Алекс (Александр) Кушнир (ивр. אלכס קושניר‎; род. 2 ноября 1978, Дрогобыч, Львовская область) — израильский политик, председатель Финансовой комиссии Кнессета, депутат Кнессета 22—24-го созывов от партии Наш дом Израиль.

## Биография
Родился 2 ноября 1978 года в городе Дрогобыче Украинской ССР, где и прошло его раннее детство. В двухлетнем возрасте переехал в Кривой Рог и оттуда, в 1992 году, в возрасте 13 лет с мамой и дедушкой репатриировался в Израиль. Семья поселилась в Ашкелоне.
Несмотря на то, что Алекс был единственным ребенком, и для призыва в боевые войска требовалось согласие родителей, он, вопреки желанию матери, все же пошел служить в боевые части. С 1998 по 2002 год он служил в бригаде «Гивати», командовал ротой и участвовал в боевых действиях в Ливане, Секторе Газа, Иудее и Самарии.
Ушёл в запас в звании капитана. После демобилизации из армии служил в ШАБАКе (Общая служба безопасности Израиля). Получил первую академическую степень по экономике в Еврейском университете (2005) Иерусалима и вторую — по менеджменту со специализацией в фондовых инвестициях (MBA) в Академическом колледже в Кирьят-Оно (2009).

### Трудовая деятельность
Алекс Кушнир в 2003—2008 годах работал в Службе общей безопасности (ШАБАК).
По окончании службы в ШАБАКе работал в частном секторе в сферах энергетики, финансирования и оборонной промышленности.
С 2008 по 2011 год в Defensive Shield Holdings — известном поставщике стратегических, оперативных и тактических решений для военной индустрии и внутренней безопасности по всему миру, в должности зам гендиректора по развитию бизнеса и управлению проектами.
В 2011—2014 годах в Sun Petroleum Georgi LLC в должности зам гендиректора по розничной торговле и операциям.
В 2014—2015 годах возглавлял представительство организации «Джойнт» в Республике Беларусь.
В 2016—2017 годах глава Бюро по связям «Натив», параллельно с должностью генерального директора министерства алии и интеграции, занимаемой им до конца 2018 года.

### Карьера в партии и политике
В 2015 году на выборах в Кнессет 20-го созыва Кушнир занимал семнадцатое место в предвыборном списке партии «Наш дом Израиль».
В феврале 2019 года на выборах в Кнессет 21-го созыва он баллотировался в депутаты под седьмым номером списка «Наш дом Израиль». 
Находясь под тем же номером на выборах 22-го созыва, Алекс Кушнир стал депутатом Кнессета. В Кнессете 24 созыва был выбран на должность главы Финансовой комиссии.

### В Кнессете
- Кнессет 22-го созыва: 3 октября 2019 года — 16 марта 2020 года
- Кнессет 23-го созыва: 16 марта 2020 года — 23 декабря 2020 года[5]
- Кнессет 24-го созыва: 6 апреля 2021 года

### Фракции
- Кнессет 22-го созыва: «Наш дом — Израиль»
- Кнессет 23-го созыва: «Наш дом — Израиль»
- Кнессет 24-го созыва: «Наш дом — Израиль»

### Деятельность в комиссиях
- Кнессет 23-го созыва
  - Член Финансовой комиссии
  - Член комиссии по обращениям граждан
  - Член комиссии по вопросам алии, абсорбции и диаспоры
  - Член специальной комиссии по обсуждению законопроекта 'Основной закон: Правительство' (поправка — 'Ротационное Правительство')
  - Член распорядительной комиссии
  - Член специальной комиссии по труду и благосостоянию
  - Член комиссии по делам Кнессета
  - Исполняющий обязанности в финансовой комиссии
- Кнессет 24-го созыва
  - Председатель Финансовой комиссии
  - Председатель межпарламентского союза дружбы Израиль-Молдавия

### Деятельность в лобби
- Кнессет 23-го созыва
  - Председатель лобби за детей русскоязычных новых репатриантов
  - Председатель лобби за спорт и спортивный образ жизни
  - Председатель лобби за молодежь
  - Председатель светскoго лобби
  - Член лобби за Эрец-Исраэль
  - Член лобби за солдат и солдаток ЦАХАЛа, на действительной службе и в милуим
  - Член лобби за еврейский народ
  - Член лобби за Негев
  - Член лобби за строительную отрасль и инфраструктуру в Израиле

### Иные должности в Кнессете
- Кнессет 23-го созыва
  - Председатель межпарламентского союза дружбы Израиль-Молдавия

## Личная жизнь
Алекс Кушнир живет в Ашкелоне. Жена — Алёна Кушнир, дочь Лиэль 2010 года рождения.